# Brachytarsina macrops
Brachytarsina macrops är en tvåvingeart som först beskrevs av Jobling 1951.  Brachytarsina macrops ingår i släktet Brachytarsina och familjen lusflugor. Inga underarter finns listade i Catalogue of Life.